# ناورات
ناورات (به آلمانی: Nauroth) یک شهر در آلمان است که در راینلاند-فالتس واقع شده‌است.

## خصوصیات
ناورات ۱٬۱۳۳ نفر جمعیت دارد.